# Червеноглав червеноклюн тъкач
Червеноглав червеноклюн тъкач (Quelea erythrops) е вид птица от семейство Ploceidae.

## Разпространение
Видът е разпространен в Ангола, Бенин, Буркина Фасо, Бурунди, Габон, Гамбия, Гана, Гвинея, Гвинея-Бисау, Екваториална Гвинея, Етиопия, Замбия, Зимбабве, Камерун, Демократична република Конго, Република Конго, Кот д'Ивоар, Кения, Либерия, Малави, Мали, Мозамбик, Нигер, Нигерия, Руанда, Сао Томе и Принсипи, Сенегал, Сиера Леоне, Судан, Свазиленд, Танзания, Того, Уганда, Централноафриканската република, Чад, Южна Африка и Южен Судан.